# Bende van Venlo
Met de bende van Venlo wordt een geruchtmakende groep plegers van geweldsmisdrijven uit Venlo in Nederlands Limburg aangeduid. De groep van veelal jonge bendeleden trok tussen carnaval 1993 en 1994 een spoor van dood en verderf door de Noord-Limburgse grensstreek.
Wat de achtergrond van de daders was en hoe omvangrijk hun misdaden waren, kwam tijdens de verhoren druppelsgewijs aan het licht. De verdachten hadden zich volgens de rechtbank in Roermond schuldig gemaakt aan meer dan 250 geweldsdelicten, waaronder talloze moorden met geld als enige motief. Er konden zeven moorden, gepleegd in koelen bloede, bewezen worden. Het exacte aantal moorden is echter nooit vast komen te staan. Wat wel vaststaat is dat er in totaal drie stoffelijke overschotten zijn gevonden die direct toe te schrijven zijn aan de bende van Venlo. De overige vier (of meer) lijken zijn nooit gevonden.
De daders varieerden in leeftijd van 14 tot 56 jaar. Als hoofddaders werden geïdentificeerd Frenkie Peeters en diens vriend Sanny Peters. Eerstgenoemde was de leider van de bende. In 1997 werden achttien mannen veroordeeld tot gevangenisstraffen tussen de tien jaar en levenslang. Peeters werd tot levenslang veroordeeld voor moord op het bejaarde echtpaar Van Rijn, een man uit Reuver en drie mensen van Turkse afkomst.
Op 10 juni 2003 wees de Hoge Raad der Nederlanden het verzoek om herziening van een Turks lid van de bende, dat voor zijn aandeel in de gewelddadigheden veroordeeld was tot een gevangenisstraf van 15 jaar, af.
De groep criminelen kreeg de bijnaam de bende van Venlo, een naam die niet meer weg te denken is uit de Nederlandse criminele geschiedenis. Valérie Lempereur schreef in 1996 het boek De bende van Venlo. Aan het boek werkten zowel de daders als familieleden, politie, slachtoffers, advocaten en het Openbaar Ministerie mee. In 2007 kwam Valérie Lempereur met het vervolg De bende van Venlo 12 jaar later. De film Van God Los van Pieter Kuijpers is lichtjes gebaseerd op de geweldsdelicten van deze bende.
In een kortgedingprocedure vorderde Frenkie Peeters voor de Rechtbank Den Haag op 18 augustus 2020 'een reëel vooruitzicht op invrijheidstelling'. In september 2022 werd bekend dat hij op de wachtlijst voor een tbs-kliniek was geplaatst.